# Reinhard Wrobel
Reinhard Wrobel (* 1959 in Oberhausen; † Anfang Januar 2006 in Dinkelsbühl) war ein deutscher Theaterschauspieler.

## Leben
Wrobel studierte von 1981 bis 1988 Theaterwissenschaften in Erlangen und spielte dort bereits in einer Theatergruppe. 
Er debütierte dann am Fränkisch-Schwäbischen Städtetheater (Leitung: Klaus Troemer) in Dinkelsbühl als „Sohn“ in Franziskus oder die Lerche Gottes von Karlheinz Komm.
Besonders erwähnenswert ist seine Hauptrolle in Woody Allens Spiel's noch einmal, Sam. Er wirkte vor allem als Komiker, bevorzugt in Loriot-Stücken. Auch in Stücken von Ibsen, Lessing, Moliere, Flotow oder Enzensberger etc. war er zu sehen, auch in Märchen. Ebenso wirkte er in der Uraufführung von Esther Vilars Rotschilds Nachbarn (1990) mit.
Für eine kurze Zeit war er in Trier tätig und auch sieben Jahre bei den Kreuzgangfestspielen in Feuchtwangen bei Lis Verhoeven.